# Monumento del martirio común de judíos y polacos en Varsovia
El Monumento del martirio común de judíos y polacos en Varsovia (en polaco: Pomnik Wspólnego Męczeństwa Żydów i Polaków w Warszawie) es un monumento en la ciudad de Varsovia que conmemora el martirio y la muerte de siete mil personas judías y polacas que fueron asesinados en ejecuciones masivas en este lugar entre 1940 y 1943, durante la ocupación alemana de Polonia en la Segunda Guerra Mundial. Fue diseñado por 	Tadeusz Szumielewicz, Marek Martens y completado en 1989.